# Чорний хрест
«Чорний хрест» — картина російського та українського художника-авангардиста Казимира Малевича, написана в 1915 році. Належить до напрямку російського безпредметного живопису, названого Малевичем супрематизмом. «Чорний хрест», « Чорний квадрат» і «Чорне коло» складають триптих. 

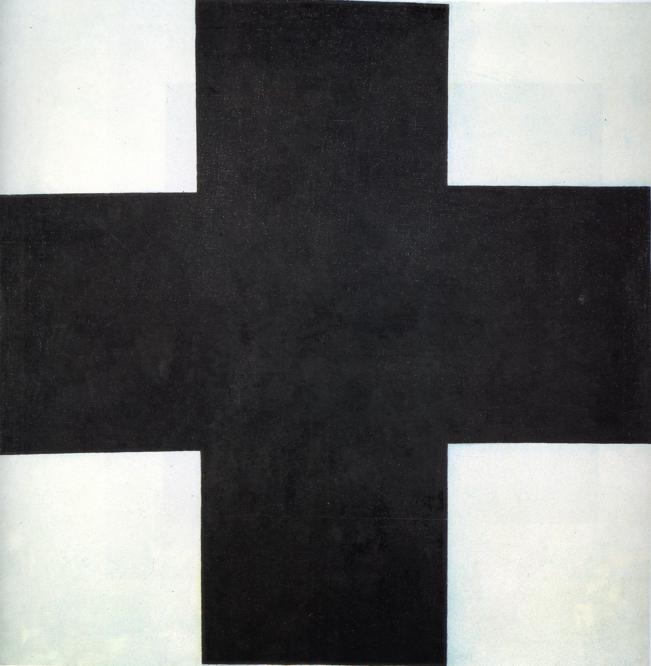
«Чорний хрест» 1923 року

## Опис
Малевич вибрав квадратний формат. На пергаментні білому тлі чорний хрест займає все полотно. Це грецький хрест, одна з найпоширеніших форм християнських хрестів, яка використовується з 4 століття. Ці хрести характеризуються тим, що всі руки однакової довжини. У випадку з малюнком руки орієнтовані горизонтально і вертикально.

## Історія
«Чорний хрест» був написаний в 1915 році, але художник цю, як і багато інших супрематичних робіт, датував 1913 роком. Картина вперше експонувалася на виставці  Остання футуристична виставка картин  «"0,10» 1915 року. У 1923 році для 16  Венеційського бієнале, яке пройде в 1924 році, учнями Малевича були написані нові варіанти «Чорного хреста», «Чорного квадрата» і «Чорного кола», які зараз зберігаються в Державному Російському музеї. 

### Крадіжка
«Чорний хрест» потрапив до колекціонера М. І. Харджієва. У 1977 році чотири картини Малевича, в тому числі і «Чорний хрест», були вкрадені у Харджієва шведським літературознавцем Бенгтом Янгфельдтом і вивезені ним до Швеції. У 1980 році він продав «Чорний хрест» паризькому Центру Помпіду за 4,5 млн франків (ціна картини з тих пір зросла приблизно в 70 разів). Продаж був здійснений за допомогою юриста Тура Стенхольма (його дружина була в той час громадським прокурором в Стокгольмі) через підставну особу - продавця мистецтвом Вільяма Арановича, але оформлена була як дар американського фонду, що фінансує культурні проекти у Франції, тому офіційно картина значиться як «дар музею». 

## Значення

Відскановані в чорно-білому форматі кольорові ескізи хрестів в сценарії Малевича для науково-популярного мультфільму «Живопис і проблеми архітектурного наближення нової класичної архітектурної системи» і напис: «Елементи В. СУПРЕМ. прямі починають утворювати таку основну форму хрестоподібної № 8 »

В теорії супрематизму шляхом руху квадрат трансформувався в «чорні хрестоподібні площини» - одну з трьох першофігур супрематизму, властивий яким сенс здебільшого перевершував їх зриме матеріальне втілення. «Чорний хрест» знаменував народження з нуля форм іншої, нової форми ускладненої побудови.